# Dymo

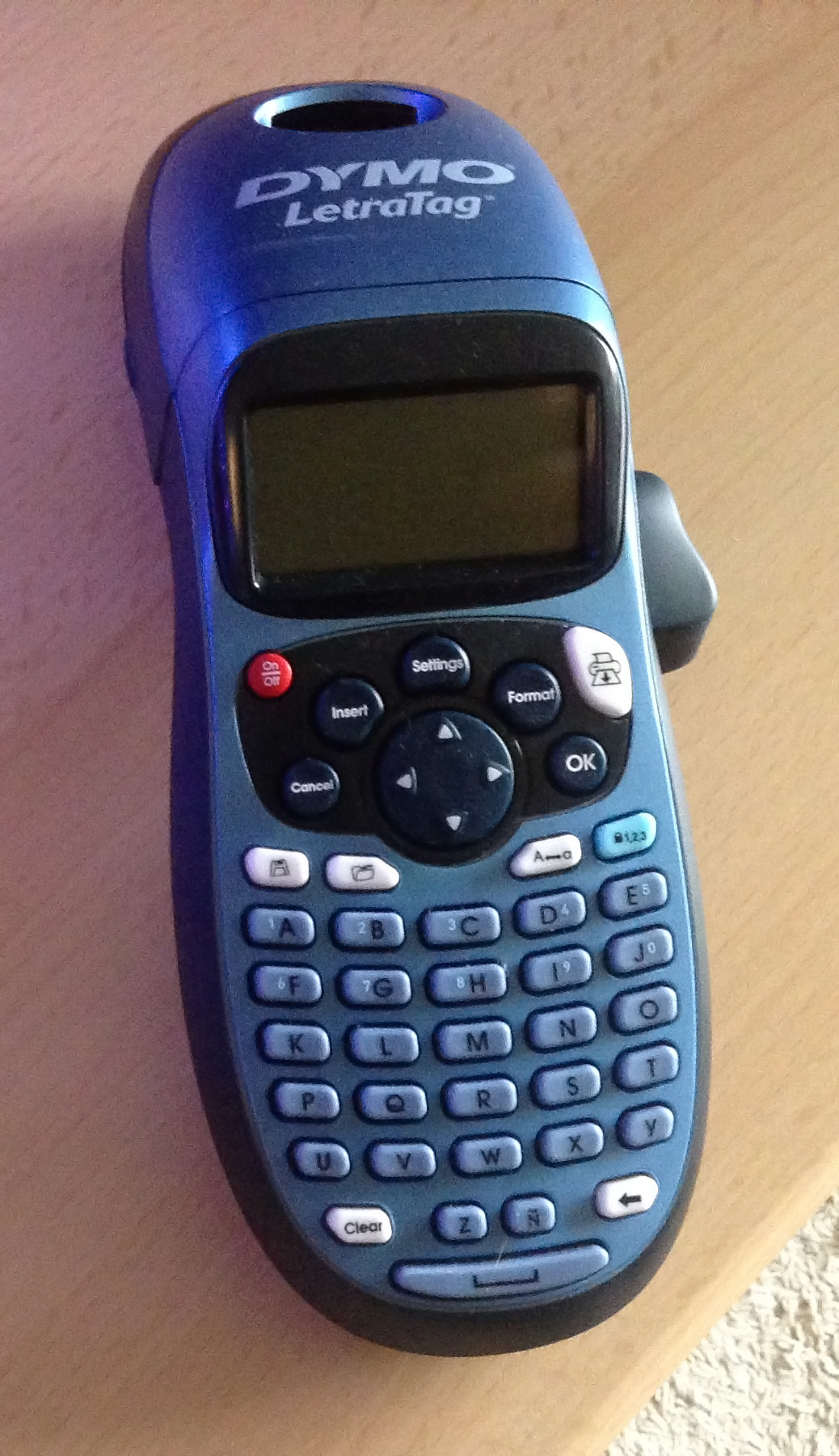
En modernare elektronisk Dymo-apparat

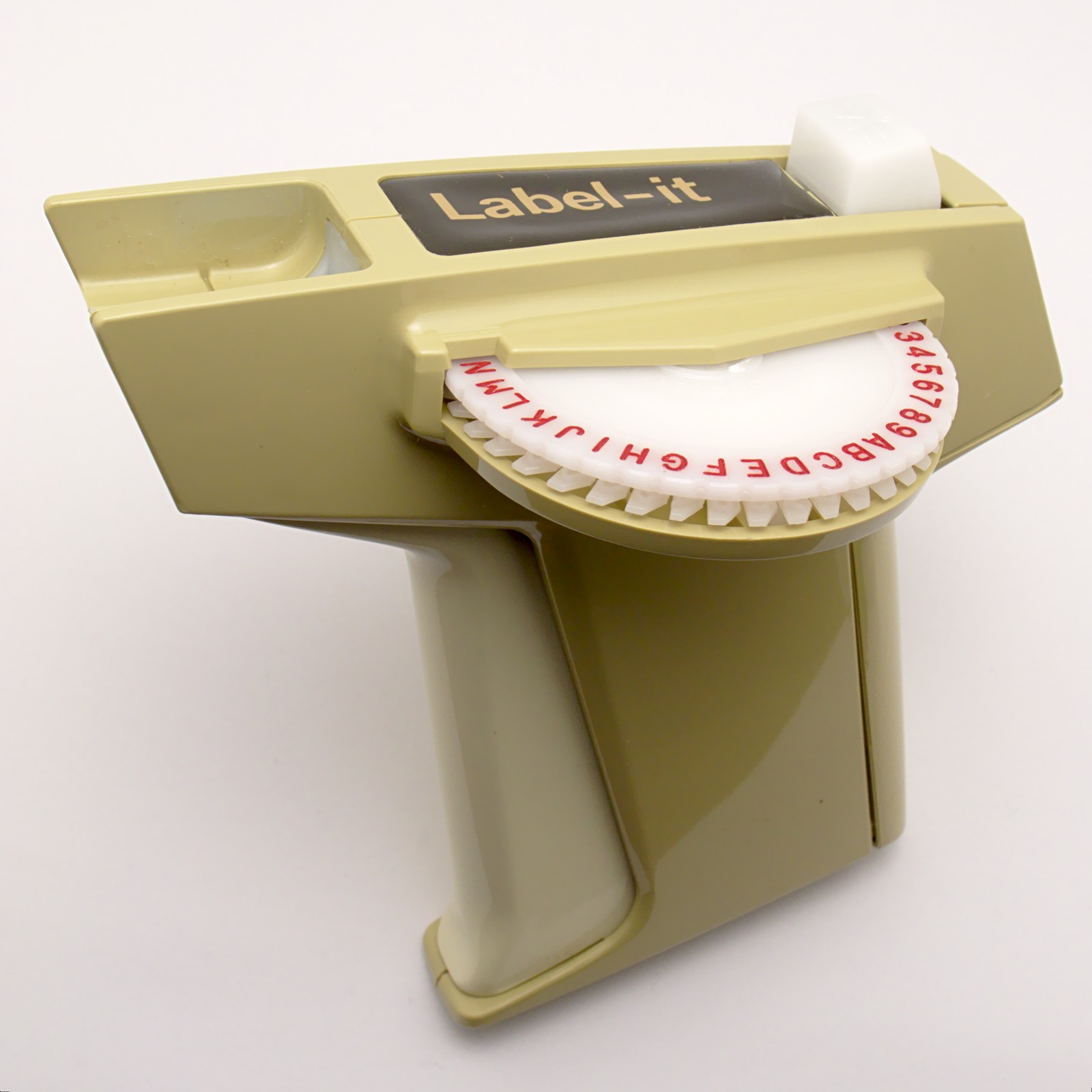
En äldre helt mekanisk Dymo-apparat av klassisk typ

Dymo är ett företag som gjort sig känt för att tillverka märkapparater, och grundades 1958 i Kalifornien som Dymo Industries. Företaget har därefter fått global räckvidd och utökat sortimentet till att även omfatta industriella bärbara produkter, datoranpassade produkter och programvaror.

## Företagshistoria
Företaget lanserade omgående den första personliga märkapparaten Ciceleraren och byggde snabbt upp sig till att bli synonymt med etiketter och identifiering/märkning. De köptes 1978 upp av Esselte Office Products. 1990 lanserades den första elektroniska märkapparaten och det är numera företagets största och viktigaste affärsområde. I och med Esseltes köp av CoStar Corporation 1998, införlivades LabelWriter i sortimentet - skrivare för etiketter som kopplas till datorn. Idag[sedan när?] sitter ledningen för Dymo i Connecticut, USA och företaget ägnar sig i huvudsak åt etikettskrivare för sammankoppling med datorer. 2005 köptes företaget upp av Newell Rubbermaid, ett av de 100 största företagen i USA (läst 2011). I samband med det breddades sortimentet med kontakthanteringsprogramvara, produkter för visitkortsskanning och posthantering samt brevvågar och portohantering online.